# August Magnusson
August Magnusson, född 1 maj 1837 i Rångedala församling, död 20 januari 1905 i Hedvig Eleonora församling, var en affärsman inom klädbranschen, verksam i Stockholm. 1860 grundade han klädhandeln Aug. Magnusson vid Västerlånggatan 48 i Gamla stan. Firman fanns kvar i drygt 100 år och blev ett av Stockholms mest välrenommerade modehus.

## Biografi och företagshistorik
August Magnusson var son till torparen Magnus Andersson och Anna Lena Larsdotter. Han arbetade några år i en manufakturaffär i Västerås och kom 1854 till Stockholm. Sex år senare öppnade han sin första klädeshandel vid Västerlånggatan 48 i Gamla stan. Sortimentet bestod till en början av klänningstyger i ylle men utökades efter hand. Magnussons affärsidé var att tillhandahålla konfektion, alltså färdigsydda kläder i olika storlekar. I andra butiker fick man måttbeställa och sedan vänta tills plagget var uppsytt.
Sedan 1880 var han även ägare av fastigheten Västerlånggatan 28. Handeln och omsättningen växte i lugn och stadig takt och 1886 kunde Magnusson öppna filialen Magasin du Nord på Drottninggatan 6. På 1890-talet förvärvades flera fastigheter i kvarteret Cybele (Västerlånggatan och Stora Nygatan), som tidigare hyrdes. Samtidigt drog Magnusson sig tillbaka och överlät ledningen åt sin bror och äldste sonen. Därefter ägnade han sig åt sina konstnärliga intressen och målade i egen ateljé.
År 1895 hade firman Aug. Magnusson som förste manufakturhandlare vid sidan om Paul U. Bergström en fullständig avdelning för damkonfektion. 1898 öppnades en beställningsavdelning, som snart blev stadens främsta. Vid sekelskiftet 1900 sysselsattes 70 personer i huvudaffären i Gamla stan och 8 i filialen på Drottninggatan. Företaget Aug. Magnusson var tidvis även landets största sidenimportör. Efter August Magnussons död 1905 övertogs ledningen av sonen Karl August Magnusson. Omkring 1920 sysselsatte man cirka 150 biträden och sömmerskor; samtidigt ombildades företaget  till aktiebolag med Karl August Magnusson som verkställande direktör. 
På 1920-talet upplevde firman en tillfällig svacka beroende på efterkrigstidens dåliga konjunktur, men även på grund av trafikomläggningar med bland annat Munkbroleden som avlastade Västerlånggatan men blev ogynnsam för affärslivet. Beställningsavdelningen lades ner 1924 och istället utvidgades konfektions-, tyg- och linneavdelningarna. 
Mellan åren 1927 och 1928  genomfördes en omfattande ombyggnad där man sammanbyggde fastigheterna och skapade ett modernt varuhus. Efter Karl August Magnusson död 1930 behöll familjen företaget, men den verkställande ledningen överläts till en utomstående. På 1950-talet disponerades även skrädderiet Rydholms (Stora Nygagatan 33-35) av  Aug. Magnusson AB. 
På 1960-talet, kort efter 100-årsjubileet lades Aug. Magnusson ner. Fortfarande idag finns Magnussons logotyp i form av några medaljonger mellan skyltfönstren på huset Västerlånggatan 50 samt texten AUG. MAGNUSSON utformad som cementmosaik på den smala trottoaren utanför Västerlånggatan 48.

## Bilder

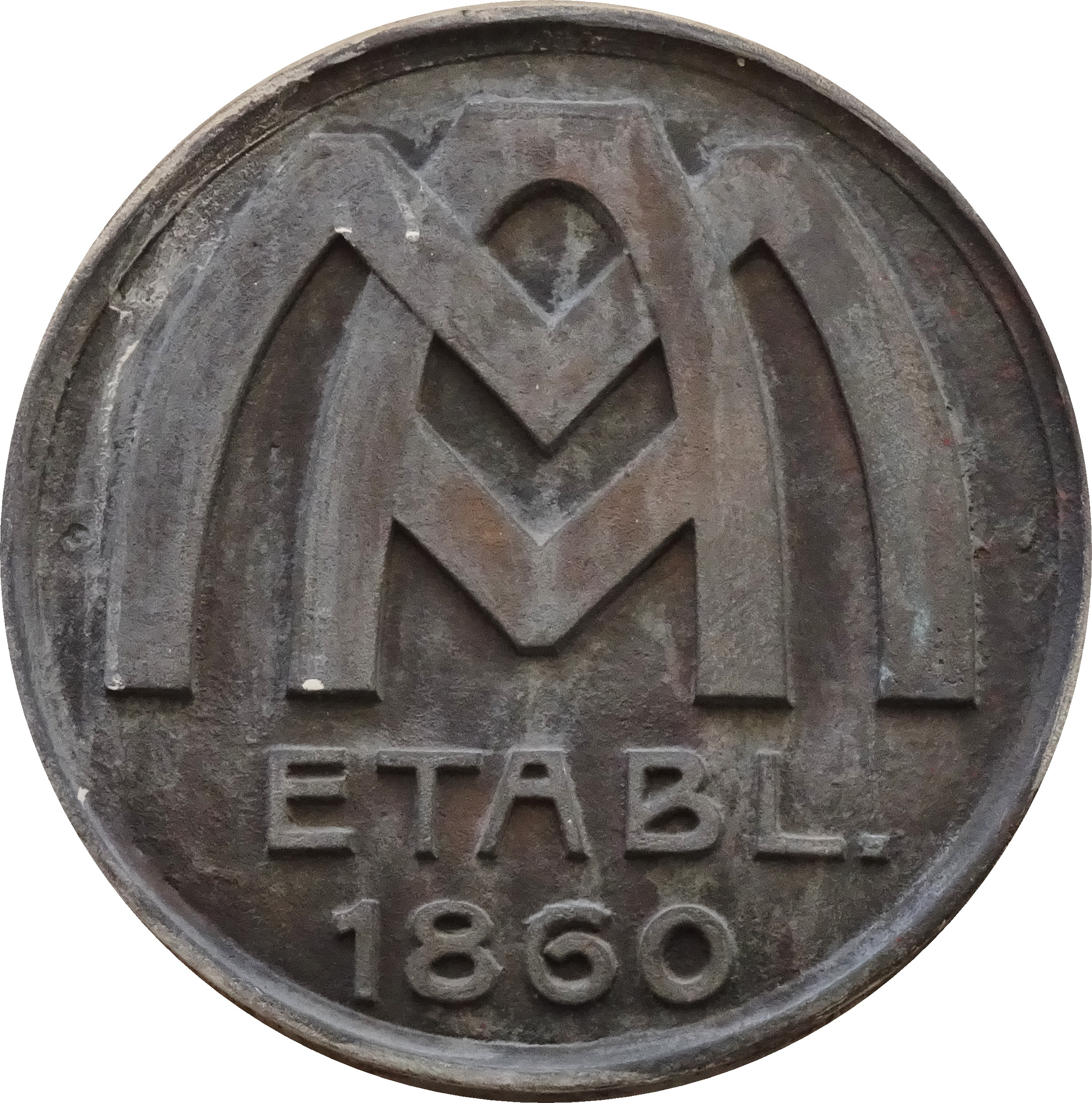
Företagets logotyp
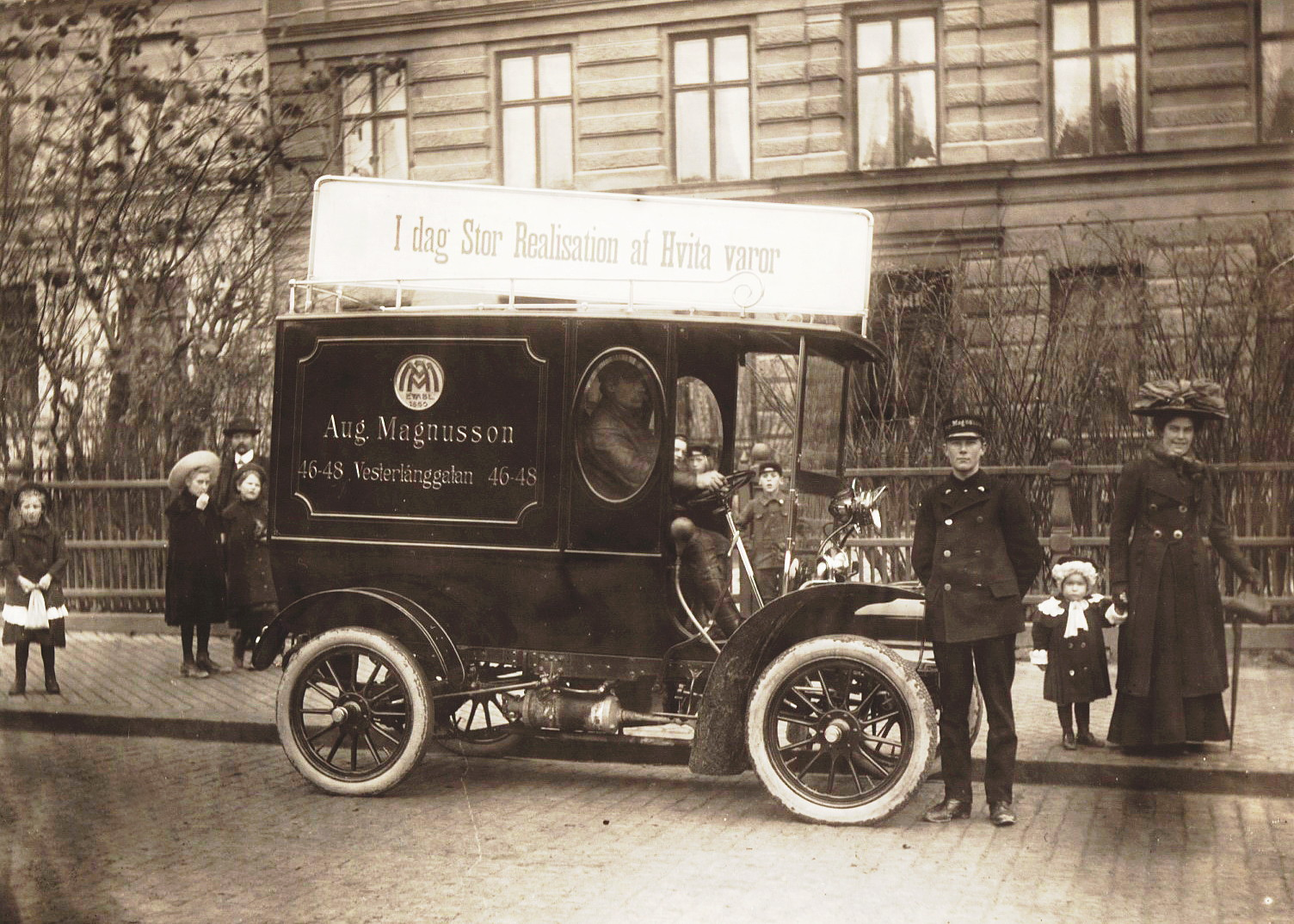
Leveransbil från 1905
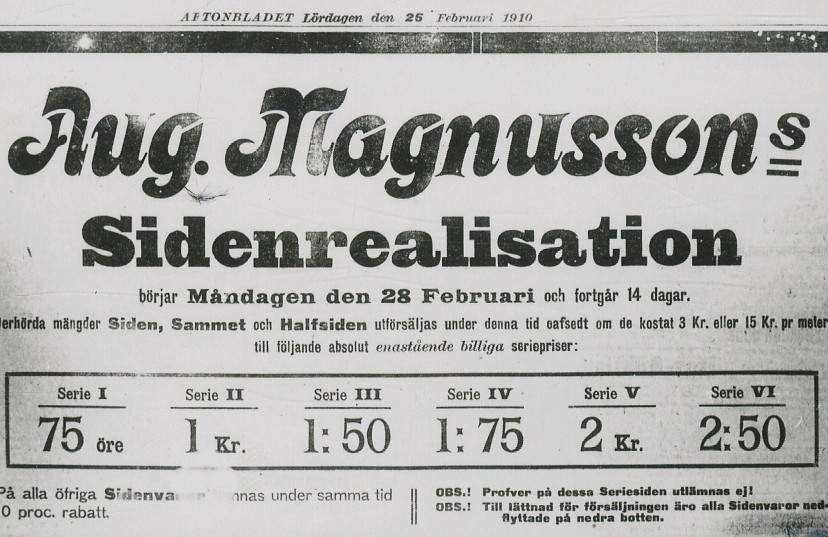
Tidningsannons 1910
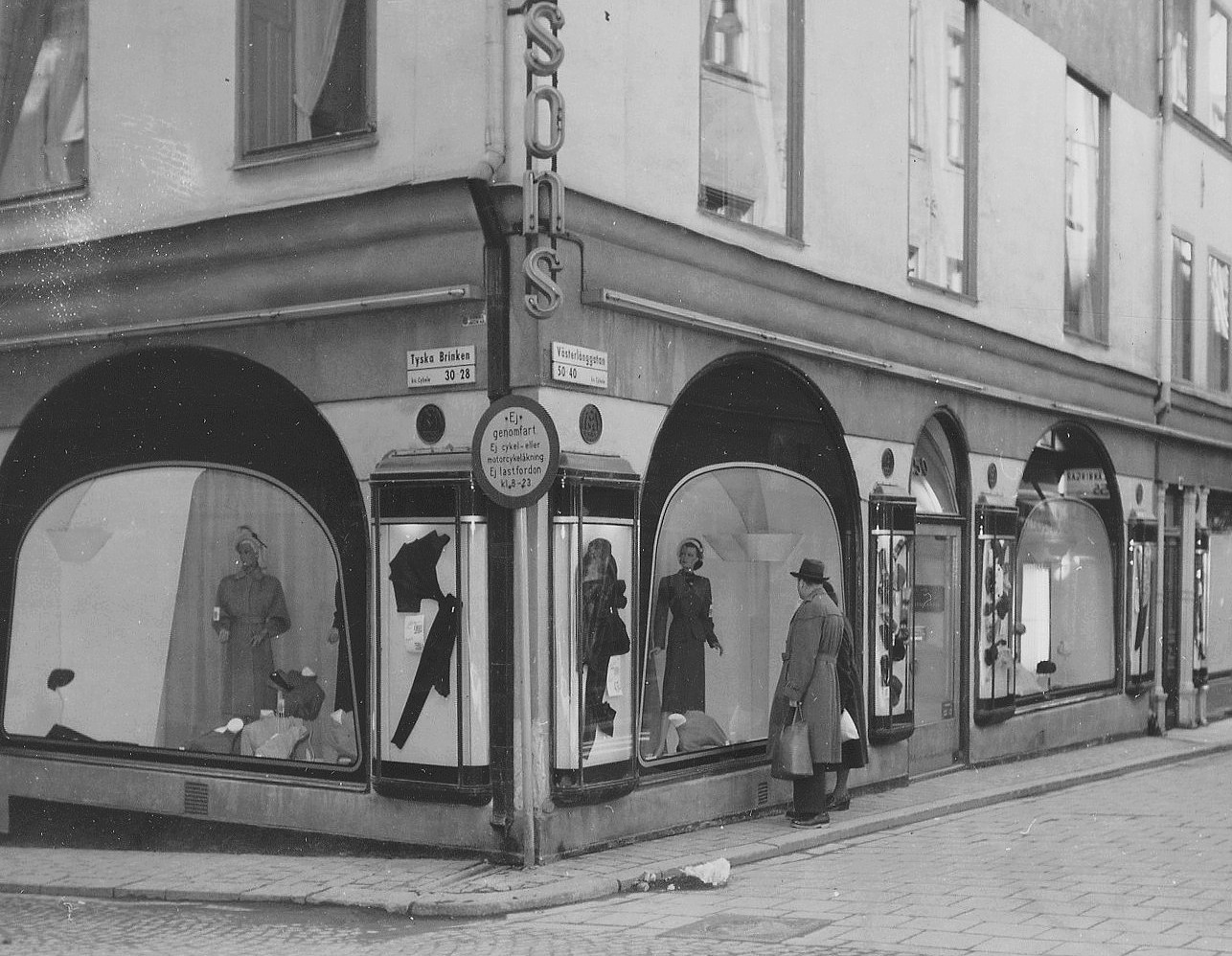
Aug. Magnusson AB, Västerlånggatan 50, 1953
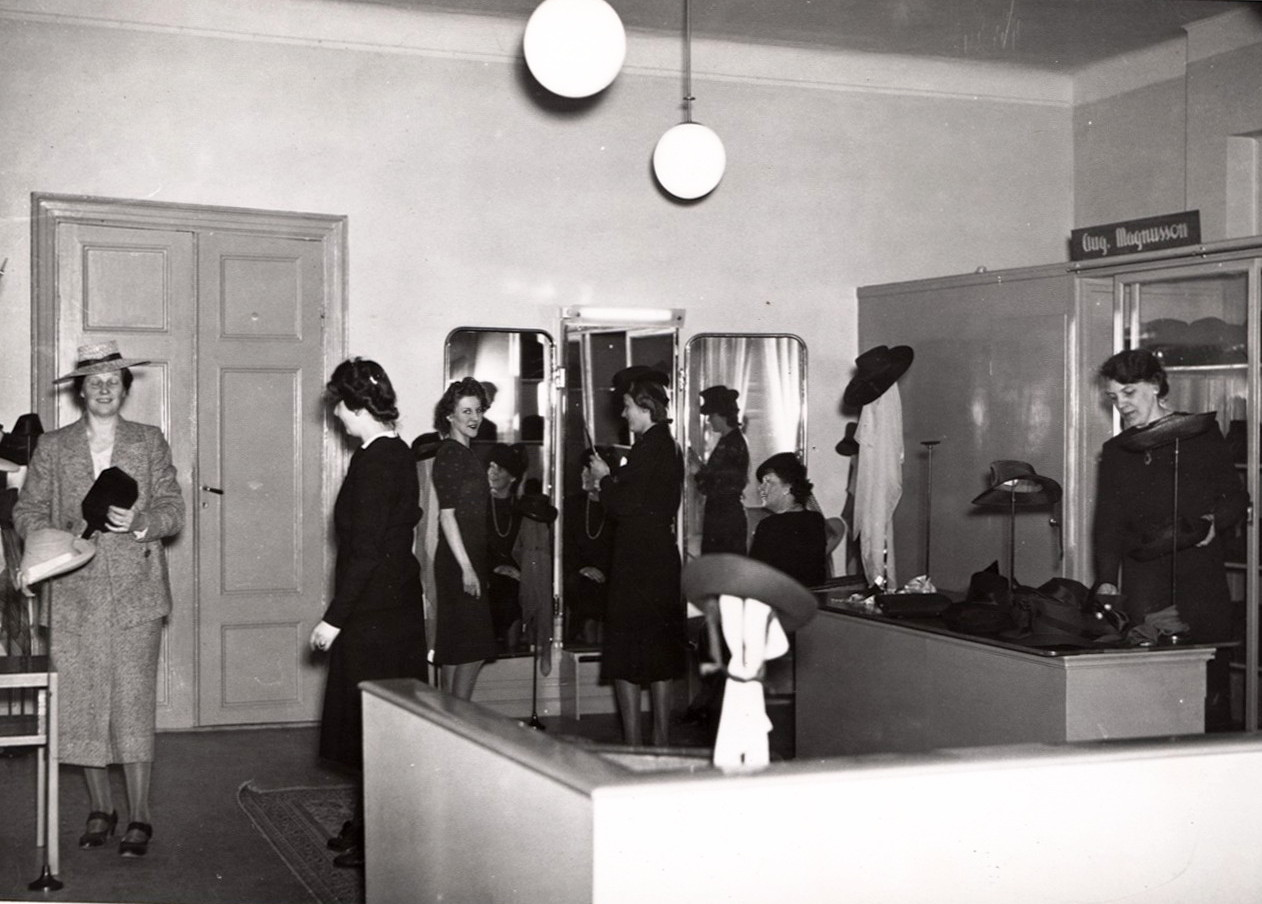
Aug. Magnussons sidenavdelning, 1960
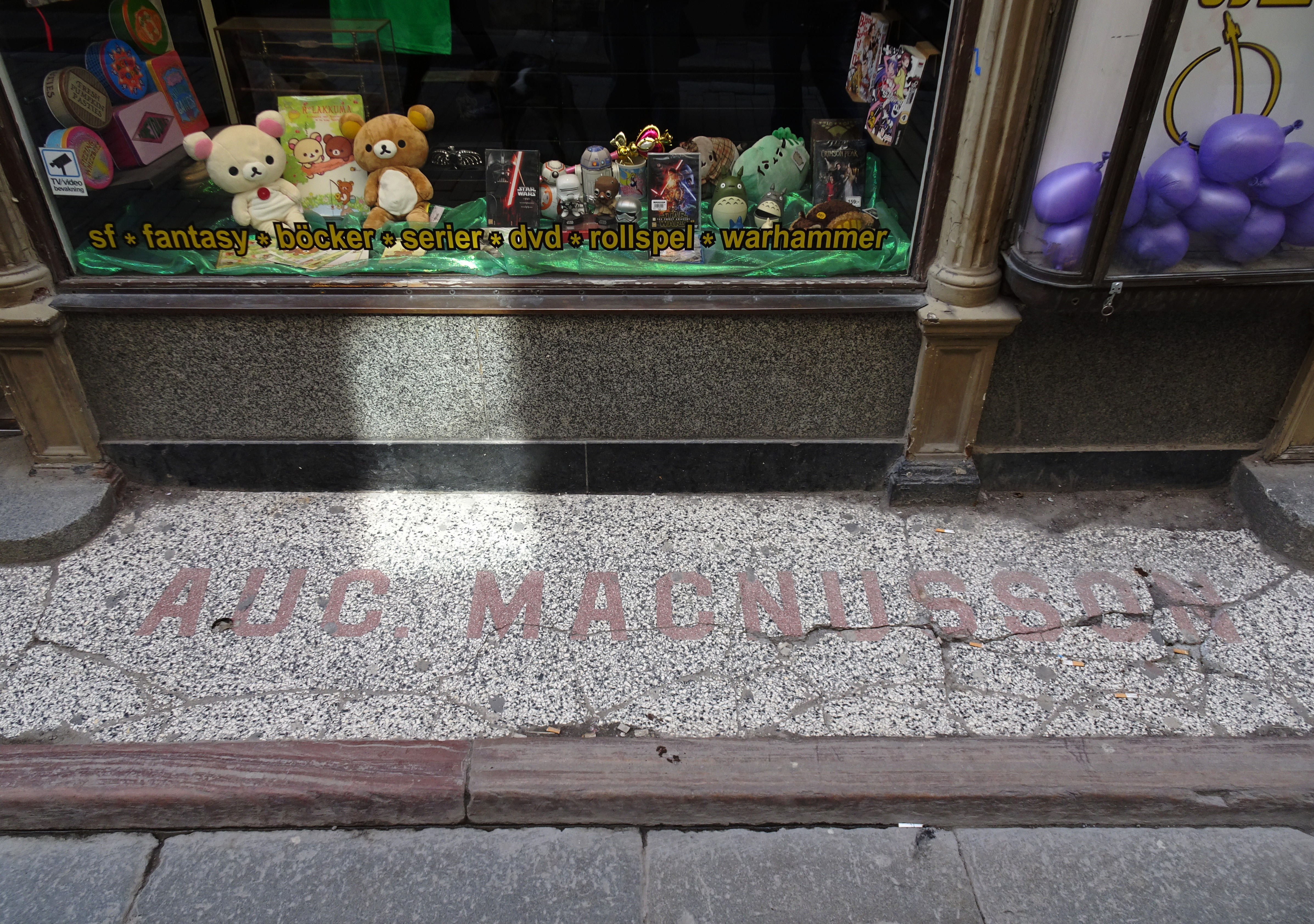
Text "Aug. Magnusson", Västerlånggatan 48, 2016